# Юлий Луп
Юлий Луп (лат. Julius Lupus; убит в 41 году, Рим) — военный трибун (по другой версии центурион), участник заговора против императора Калигулы.

## Биография
О большей части его жизни ничего не известно. По версии Светония Луп был центурионом, но у Иосифа Флавия он назван трибуном. Вместе с Кассием Херея и Корнелием Сабином входил в общее число заговорщиков против императора Калигулы. 
После убийства императора Юлий Луп по приказанию Кассия вернулся во дворец и убил вдову убитого Цезонию, заколов её своим мечом. Луп убил годовалую дочь императора Юлию Друзиллу, ударив её о стену. Затем он вернулся к своим товарищам, чтобы сообщить об этом убийстве.
Вскоре в правление императора Клавдия он был обезглавлен вместе с группой заговорщиков.